# Sonchus transcaspicus
Sonchus transcaspicus là một loài thực vật có hoa trong họ Cúc. Loài này được Nevski miêu tả khoa học đầu tiên năm 1937.